# توم ترايبول
توم ترايبول (بالألمانية: Tom Trybull)‏ (9 مارس 1993 ببرلين في ألمانيا - ) هو لاعب كرة قدم ألماني في مركز الوسط. شارك مع منتخب ألمانيا تحت 17 سنة لكرة القدم ومنتخب ألمانيا لكرة القدم تحت 18 سنة ومنتخب ألمانيا تحت 19 سنة لكرة القدم ومنتخب ألمانيا تحت 20 سنة لكرة القدم. أما مع النوادي، فقد لعب مع غرويتر فورت وفيردر بريمن ونادي سانت باولي وهانزا روستوك وفيردر بريمن 2 ‏.

## وصلات خارجية
- توم ترايبول على موقع الاتحاد الأوربي (الإنجليزية)
- توم ترايبول على موقع قاعدة بيانات كرة القدم.إي يو (الإنجليزية)
- توم ترايبول على موقع بيانات كرة القدم. دي إي (الألمانية)
- توم ترايبول على موقع Soccerbase.com (لاعب) (الإنجليزية)
- توم ترايبول على موقع Soccerway.com (الإنجليزية)
- توم ترايبول على موقع عالم كرة القدم.نت (الإنجليزية)
- توم ترايبول على موقع AS.com (الإسبانية)